# Opsomeigenia galerucellae
Opsomeigenia galerucellae är en tvåvingeart som först beskrevs av Villeneuve 1933.  Opsomeigenia galerucellae ingår i släktet Opsomeigenia och familjen parasitflugor.
Artens utbredningsområde är Oregon. Inga underarter finns listade i Catalogue of Life.